# Punta del Soldat
La Punta del Soldat és un cap en forma de punxa de la costa de la Marenda del terme comunal de Cotlliure, a la comarca del Rosselló (Catalunya del Nord).
Està situada a la zona nord-oest del terme de Cotlliure, a prop del Fort Carrat i Fort Rodon.
Era un lloc d'alt valor estratègic per als militars de diverses èpoques, que hi tenien un lloc de guaita de vigilància de la costa, d'on el nom de l'indret.